# Імперія Малі
Імперія Малі́  — ранньофеодальна держава, що існувала у XIII — XVII століттях у межиріччі верхів'їв річок Сенегалу і Нігеру (Західний Судан).
До першої чверті XIII століття перебувала у васальній залежності від держави Гана. Період найвищої могутності держави Малі припадає на першу половину XIV століття. У XVI столітті перебувала в залежності від держави Сонгаї. У середині XVII століття впала під натиском об'єднаних сил бамбара і арабів Марокканського султанату.
У Малі панували феодальні відносини; існувало також рабство. Малі вела торгівлю з Північною Африкою та Єгиптом. За часів найбільшого розквіту (початок XIV століття) на території імперії Малі проживало близько 10 % всього населення планети.

## Історія
Спочатку Малі була невеликою державою в верхів'ї річки Нігер, яка знаходилась по сусідству з великою державою народу сусу — Каніага. Саме перемога над сусу малійців на чолі з царем Сундіата Кейта в битві при Кірині на початку XIII століття поклала початок Імперії Малі. Вважається, що Кейта правив у період з 1230 по 1255 роки (імперією — з 1235-го). Одним з найцінніших завоювань цього імператора стали золотоносні райони Бамбука, які стали запорукою швидкого розвитку Малі.
Найбільшого розквіту держава досягла за імператора Манси Муси (1312—1337). Він широко відомий як завдяки народним переказам, так і завдяки історичним джерелам за межами Малі, оскільки справив враження на Близький Схід і Європу здійснюючи хадж з численним почтом і даруючи коштовні подарунки всім мусульманським правителям, які зустрічались йому дорогою. Повертаючись з Мекки Муса привіз із собою вчених, будівельників і художників. Починаючи з 1325 року в Тімбукту почали будувати вишукані мечеті зі стрункими мінаретами. При мечеті Санкоре у XV столітті було створено медресе Санкоре, яке було відоме у всьому мусульманському світі.
Наприкінці XIV століття Малі починає втрачати свій вплив, що було пов'язано з міжусобними війнами. Від імперії відокремлюється Гао, який стає центром зародження іншої великої держави Західного Судану — Сонгаї. З початку XV століття Сонгаї починали відтісняти Малі, і до середини століття стає головною державою в регіоні. Від колись могутньої імперії Малі залишилась тільки невелика держава, яка займала західну частину внутрішньої дельти Нігеру і провінції на узбережжі Атлантичного океану.

## Географія та економіка
Головне джерело, з якого можна дізнатися про географію та економіку імперії Малі — записки арабського мандрівника Ібн Баттути, який відвідав Малі в 1352 році, під час правління імператора Сулеймана.
Імперія розташовувалась на території сучасних держав Малі, Гвінея, Сенегал, Нігер і Мавританія. Головною транспортною артерією країни була річка Нігер, головні родючі райони якої знаходились у внутрішній дельті Нігеру.
Найбільші міста Малі — Тімбукту, Гао, Дженне. Імператори, керівна верхівка і торговці сповідували іслам, інше населення дотримувалось традиційних африканських вірувань.

## Економіка

### Сільське господарство
Більшість населення займалася землеробством, і це було основою економіки, а продовольство було в достатку. Тоді як скотарство було спеціалізацією фульбе, народи Нігеру до XIV століття розводили овець, кіз і велику рогату худобу. Народи бозо, сомоно та сорко спеціалізувалися на рибальстві. :164-165

### Ремесла
Заліза було в достатку, і ковалі виготовляли сільськогосподарські знаряддя та зброю. На півдні проживали клани шевців. На півночі процвітало ткацтво, завдяки бавовняним полям у таких регіонах, як Казаманс, а народи сонінке та текрур спеціально фарбували свої тканини в колір індиго. У пошані були сіакі (золотих справ майстри). :165-170

### Торгівля
Торгівля була значним чинником піднесення та успіху Малі. Її розквіт збігся з періодом, коли Тімбукту перейшов під контроль Манси. Імперія оподатковувала кожну унцію золота, міді та солі, що надходили в її межі, а також горіхи кола. До XIV століття в Західній Африці запанував pax mandinka, що дозволило процвітати торгівлі.
В імперії не існувало єдиної валюти, але використовувалося кілька її різновидів. Сахельські та сахарські міста імперії Малі були проміжними пунктами у транссахарської торгівлі та торговими центрами для різноманітних західноафриканських товарів. У Тагазі, наприклад, торгували сіллю, а у Такедді, міддю. ІІбн Баттута бачив, що в обох містах використовували рабів. Більшу частину своєї подорожі Ібн Баттута подорожував зі свитою, до якої входили раби, більшість з яких везли товари для торгівлі. На зворотному шляху з Такедди до Марокко, його караван перевозив 600 жінок-рабинь, що свідчить про те, що рабство було суттєвою частиною комерційної діяльності імперії.
Також Малі експортувала слонову кістку, шкури носорогів й інших африканських тварин.

### Золото

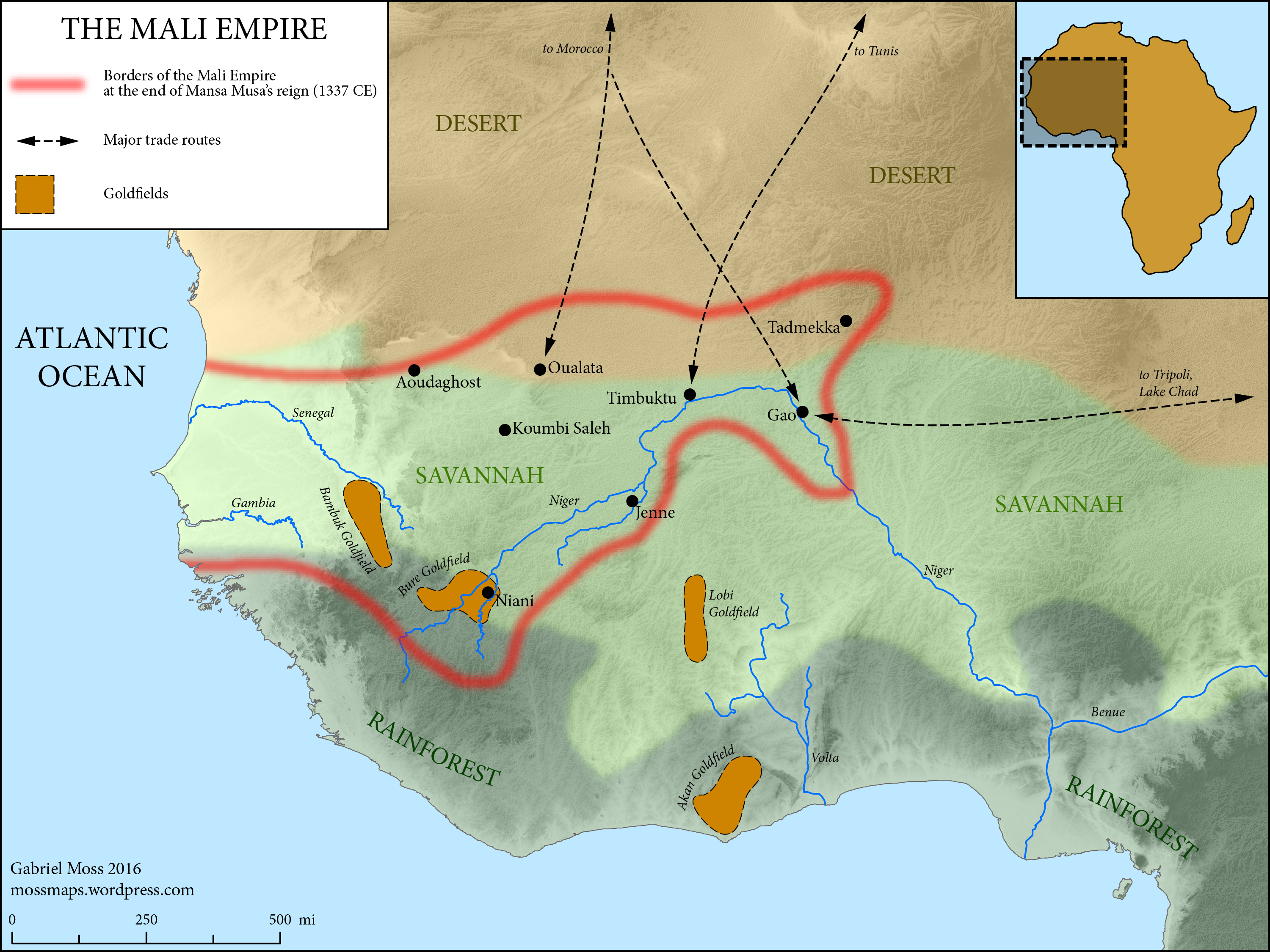
Територія Імперії Малі в 1337 р. Жовтим кольором позначено золотоносні регіони

Багатство Малі на золото в першу чергу походило не від прямого управління золотодобувними регіонами, а від данини та торгівлі з регіонами, де було знайдено золото. Золоті самородки були виключною власністю манси, і торгувати ними в його межах було заборонено. Усе золото негайно передавалося до імператорської скарбниці в обмін на рівну за вартістю кількість золотого пилу. Золотий пил зважували та пакували в мішки для використання принаймні з часів імперії Гана. Малі запозичила цю практику для стримування інфляції, оскільки вона була дуже поширеною в регіоні. Найпоширенішою мірою для золота в королівстві був міткаль (4.5 грамів золота). Цей термін використовувався як синонім динара, хоча невідомо, чи використовувалася в імперії карбована валюта. Золотий пил використовувався по всій імперії, але не в усіх регіонах цінувався однаково.
До початку XIV століття Малі була джерелом майже половини золота Старого Світу, експортованого з копалень у Бамбуку, Буре та Галамі . Золоті копальні в Буре, що знаходиться на території сучасної Гвінеї, були відкриті десь наприкінці XII століття.

### Сіль

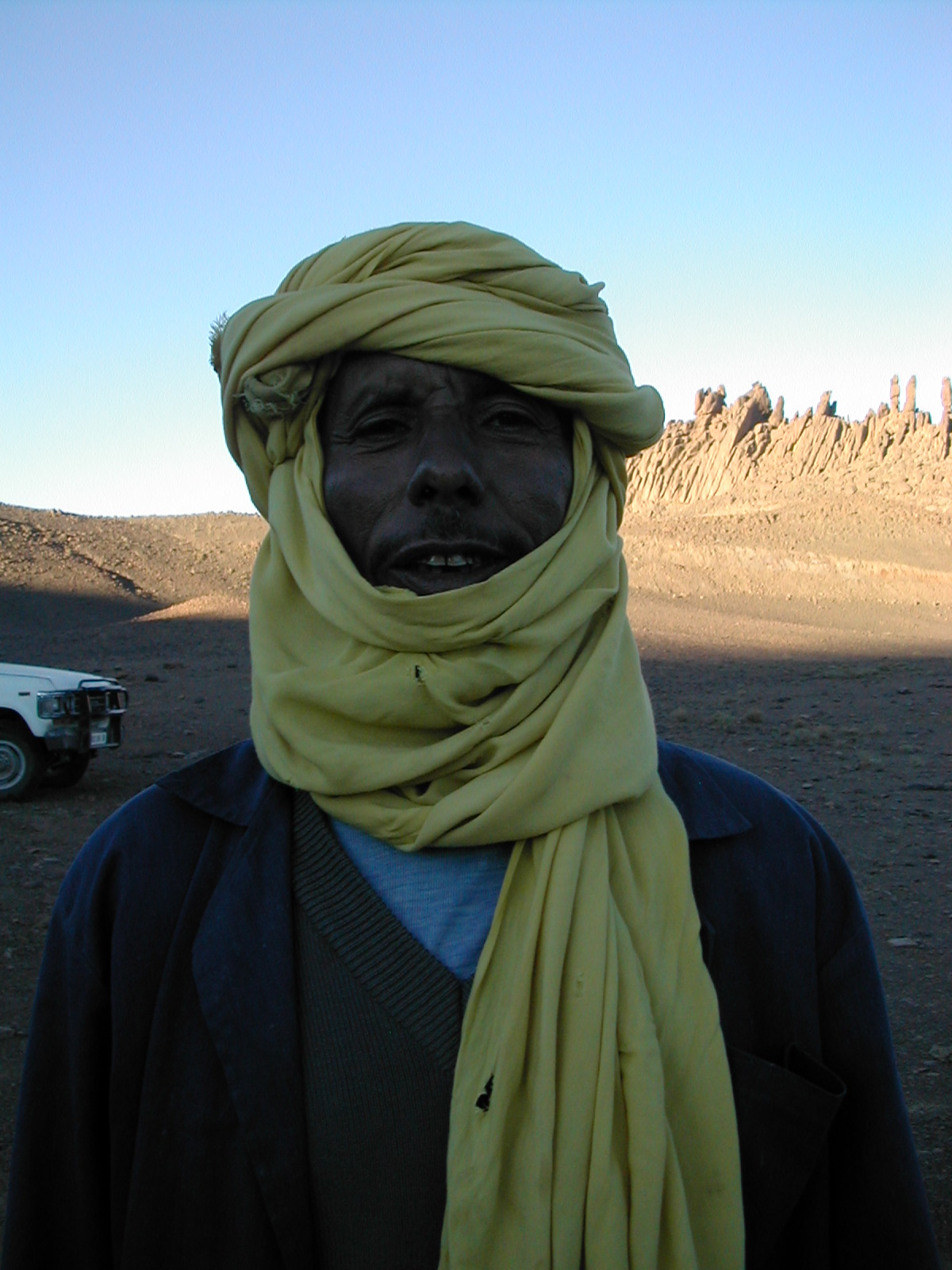
Туареги були й залишаються невід'ємною частиною торгівлі сіллю через Сахару.

Сіль, ще один важливий торговий товар, була настільки ж цінною, якщо не більш цінною, ніж золото, в Африці на південь від Сахари. Її різали на шматки та витрачали на товари з майже однаковою купівельною спроможністю по всій імперії. Якщо на півночі вона була нітрохи не дорожча за золото, то на півдні навіть дорожча, оскільки там вона була рідкістю. Щороку купці в'їжджали до Малі через Уалату з верблюдами солі, щоб продати її в столиці. Ібн Баттута писав, що в Тагазі, одній з найважливіших соляних копалень Малі, не було жодного дерева, лише пісок і соляні копальні. Ніхто не жив у цій місцевості, окрім слуг Мусафи, які виварювали сіль і харчувалися фініками, привезеними з Сіджілмаси та долини Драа, верблюжим м'ясом та пшоном, імпортованими з Судану. Будинки були побудовані з соляних плит і вкриті верблюжими шкурами. Сіль викопували з землі та розрізали на товсті плити, по дві з яких вантажили на кожного верблюда, звідки їх везли на південь через пустелю до Уалати та продавали. Вартість солі визначалася головним чином транспортними витратами. За словами Ібн Баттути, один верблюжий вантаж солі продавався у Валаті за 8–10 міскалів золота, але в Малі він коштував 20–30 дукатів, а іноді навіть 40.

### Мідь
Мідь також була цінним товаром в імперській Малі. Згідно з Ібн Баттутою,  мідь видобували в Такедді на півночі й обмінювали зливки на півдні на золото. Сучасні джерела стверджують, що 60 злитків міді обмінювалися на 100 динарів золота. Акан обмінював золото на дві третини його ваги за мідь. Міддю також торгували p Беніном, Іфе та Нрі.:170

## Військова справа
Кількість і частота завоювань наприкінці 13 століття та протягом 14 століття вказують на те, що колонканські манси успадкували та/або розвинули боєздатне військо. Сунджаті приписують принаймні початкову організацію війська Мандінгу. Однак воно зазнало радикальних змін, перш ніж досягло легендарних пропорцій, проголошених його підданими. Завдяки постійним податковим надходженням і стабільному уряду, що почався в останній чверті XIII століття, імперія Малі змогла поширити свою владу на великі володіння і за їхні межі. У неї була добре організована армія з елітним корпусом вершників і безліччю піших воїнів у кожному батальйоні. Армія була необхідна для охорони кордонів, щоб захистити розвиток торгівлі. Зображення кавалерії на теракотових фігурках свідчить про процвітання економіки імперії, оскільки коні не є корінними тваринами Африки.

### Військо

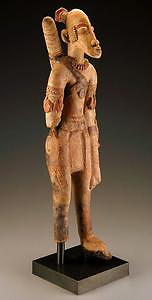
Теракотова фігура лучника з Малі (13-15 ст.)

Імперія Малі утримувала напівпрофесійну постійну армію для захисту своїх кордонів. Весь народ був мобілізований, кожен клан був зобов'язаний надавати певну квоту чоловіків боєздатного віку. Ці чоловіки повинні були належати до касти хорон (вільних людей) і з'являтися зі своєю власною зброєю. Історики, які жили під час розквіту та занепаду Імперії Малі, постійно фіксують, що її постійна армія сягала 100 000 осіб, з яких 10 000 складала кавалерія. За допомогою річкових кланів ця армія могла бути розгорнута по всій імперії в найкоротші терміни. Численні джерела свідчать, що на внутрішніх водних шляхах Західної Африки широко використовувалися військові каное та судна, що використовувалися для військових перевезень, якщо це було можливо за умов природного середовища. Більшість західноафриканських каное були виготовлені з однієї колоди, вирізаної та викопаної з одного масивного стовбура дерева.

### Бойовий порядок
Армія імперії Малі протягом XIV століття була розділена на північне та південне командування які очолювали Фарім-Сура та Санкар-Зума відповідно. Обидва ці чоловіки належали до військової еліти Малі, відомої як тон-та-джон-та-ні-воро («шістнадцять носіїв сагайдаків»). Кожен представник або тон-тігі («майстер сагайдака») надавав поради мансі в Гбарі, але лише ці два тон-тігі мали таку широку владу.
Тон-тігі належали до елітного загону кавалерійських командирів, які називалися фарарі («хоробрі люди»). Кожен окремий фарарій («хоробрий») мав у своєму підпорядкуванні кілька піхотних офіцерів, які називалися келе-кун або дуккунасі . Келе-кун вів вільні війська в бій разом з фарімою («хоробрим чоловіком») під час походу. Дуккунасі виконував ту саму функцію, але з військом рабів, яких називали софа («охоронець коня») і під командуванням фаримби («великого хороброго чоловіка»). Фарімба керував гарнізоном, який майже повністю складався з рабів, тоді як фарима діяв у полі, де практично всі були вільними людьми.

### Оснащення
Армія імперії Малі використовувала найрізноманітнішу зброю, яка залежала в основному від того, звідки походили війська. Лише софа були екіпіровані державою, використовуючи луки та отруєні стріли. Вільні воїни з півночі (Мандекалу або інші) зазвичай були озброєні великими щитами з очерету або шкур тварин і колючим списом, який називався тамба. Вільні воїни з півдня були озброєні луками та отруйними стрілами. Лук відігравав важливу роль у війні Мандінка і був символом військової сили в усій культурі. Лучники складали значну частину польового війська, а також гарнізону. До середини XVI століття в Каабу та Гамбії на одного списоносця припадало троє стрільців, які підтримували одного списоносця. Озброєні двома сагайдаками та ножем, прикріпленим на тильній стороні руки, лучники Мандінка використовували колючі стріли із залізними наконечниками, які зазвичай були отруєні. Вони також використовували вогняні стріли для облогової війни. У той час як списи та луки були основною опорою піхоти, мечі та списи місцевого чи іноземного виробництва були улюбленою зброєю кавалерії. Ібн Баттута ккоментує святкові демонстрації фехтування на мечах перед мансою, які проводили його придворні, включаючи імператорського перекладача. Іншою поширеною зброєю воїнів Мандекалу був отруйний спис, який використовувався у сутичках. Вершники Імператорського Малі також використовували для захисту залізні шоломи та кольчуги а також щити, подібні до тих, що використовувала піхота.

## Спадщина
Імперія Малі мала величезний вплив на розвиток суспільств Західної Африки навіть після свого розквіту. Її експансія поширила культуру манде та мови манде від гирла річки Гамбія до території сучасної Буркіна-Фасо і, особливо через торговців племені дюла, від петлі Нігера до торгових центрів на південному узбережжі. В усьому цьому регіоні політичні інститути з малійськими структурами та термінологією збереглися до колоніального періоду та пізніше.

## Архітектура

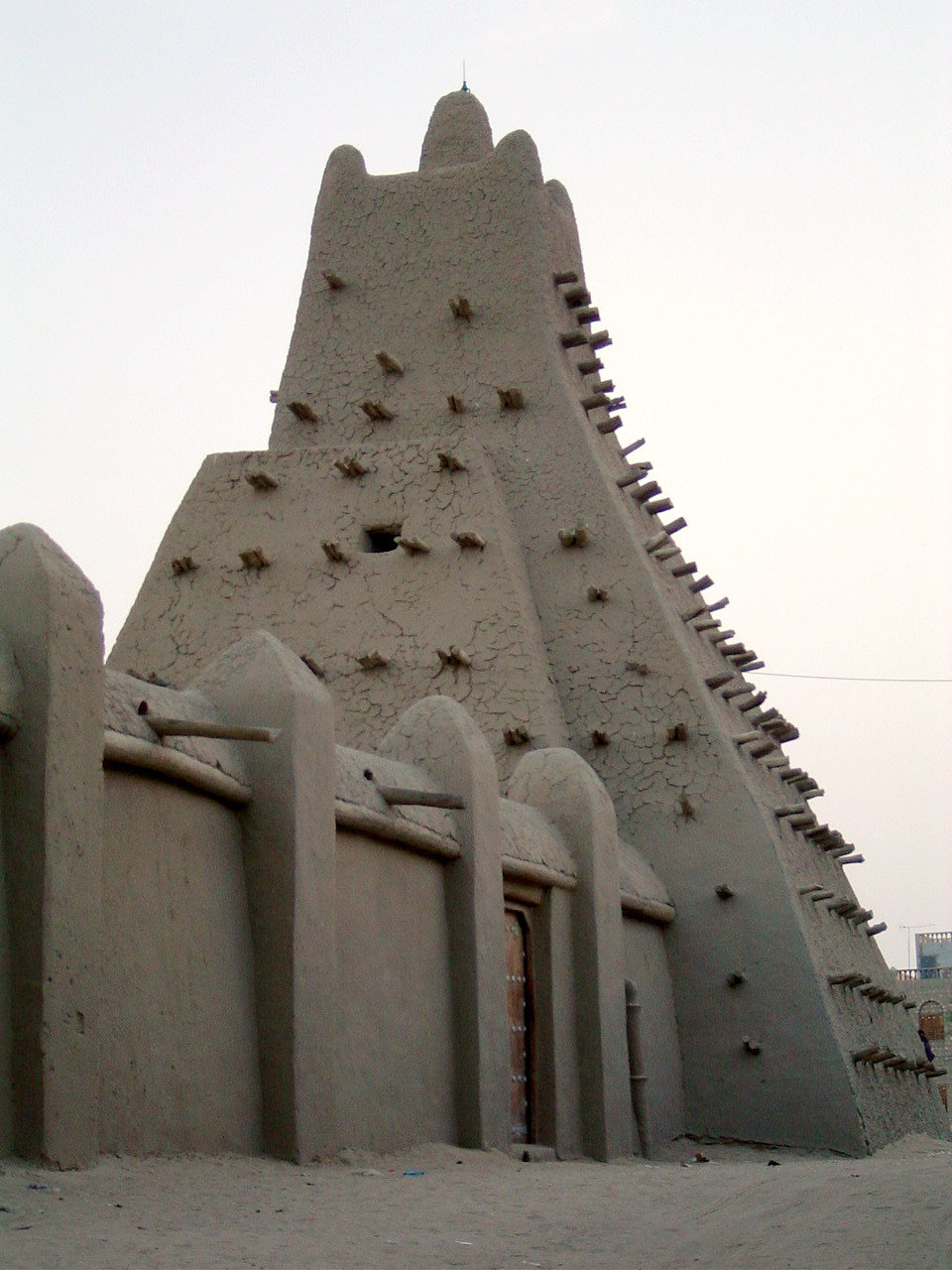
Медресе Санкоре

Для імперської малійської архітектури була характерна судано-сахельська архітектура. Цей стиль відрізняється використанням глиняних цеглин та саманної штукатурки, а також великими дерев'яними балками, що виступають зі стіни у великих будівлях, таких як мечеті чи палаци.
Датування оригінальної Великої мечеті Дженне, найвидатнішого прикладу цього стилю на сьогодні, точно не встановлено, але вважають, що вона належить до періоду від 1200 до 1330 року. Нинішня споруда, побудована за часів французького колоніального правління традиційними каменярами Дженне, відтворює деякі елементи дизайну оригіналу та первісного плану. Найдавнішим документом, у якому згадується стара мечеть Дженне, є «Таріх ас-Судан» Абд аль-Саді, в якому подається рання історія, ймовірно, з усного переказу в тому вигляді, в якому вона існувала в середині XVII століття. Таріх стверджує, що султан Кунбуру став мусульманином і наказав знести свій палац, а місце перетворили на мечеть; потім він побудував ще один палац для себе біля мечеті на східній стороні.
Судано-сахельський вплив був особливо поширений під час правління Манси Муси I, який побудував багато архітектурних об'єктів, включаючи Велику мечеть Гао та Імператорьский палац у Тімбукту, який був побудований за сприяння Ішаака аль-Туеджіна, архітектора, якого Муса привіз з паломництва до Мекки.